# Musikterapi
Musikterapi är en vetenskapligt grundad behandlingsform som bygger på musikens förmåga att skapa kontakt, kommunikation och motivation. Man använder musikupplevelser, musikaliskt skapande och/eller samspel i hälsofrämjande, personlighetsutvecklande eller bearbetande syfte. Musikterapi tillhör de konstnärliga terapiformerna och kan även sägas höra hemma inom området kultur och hälsa.
Musikterapi innebär det professionella användandet av musik och dess element som en intervention i medicinska, pedagogiska och vardagliga sammanhang med individer, familjer eller grupper i olika storlekar, vilka strävar efter att optimera sin livskvalitet och förbättra sin fysiska, sociala, kommunikativa, emotionella, intellektuella och andliga hälsa och välbefinnande. Forskning, praktik, utbildning och klinisk verksamhet i musikterapi baseras på professionella normer i enlighet med kulturella, sociala och politiska kontexter.
Vissa insatser som bygger på musik har visats kunna vara till hjälp mot en del problem hos personer med demens. En systematisk översikt som har granskats och kommenterats av SBU visar att musikbaserade terapeutiska insatser efter minst fem tillfällen troligen minskar depressiva symtom och beteendeproblem hos personer med demenssjukdom. För vissa andra utfall efter avslutad insats, det vill säga på kort sikt, är resultaten något mer osäkra. I fråga om känslomässigt välbefinnande, livskvalitet samt oro på kort sikt visar översikten möjligen en gynnsam effekt. Däremot går det inte att bedöma om socialt beteende påverkas efter insatserna, och inte heller om det finns effekter på lång sikt, det vill säga fyra veckor eller mer efter avslutad insats.
I de fall körsång använts som musikterapi har hävdats att kören är ett forum för personlig utveckling, i synnerhet för personer med låg utbildning. Exempelvis har man noterat ökat självförtroende och starkare identitet som är relaterat till det sociala sammanhang som körverksamheten innebär.

## Musikterapeutiska modeller
Det finns ett stort antal olika musikterapeutiska metoder och inriktningar. Några av de internationellt sett mest kända modellerna är Analytical Oriented Music Therapy (Priestley), Creative Music Therapy (Nordoff- Robins), The Bonny Method of Guided Imagery and Music, Free Improvisation Therapy (Alvin) samt Behavioural Music Therapy. I Sverige finns även metoden Funktionsinriktad musikterapi. Angränsande områden till musikterapi är bland annat  Physiological Responses to Music och Music in Medicine.